# Øster Egede Sogn
Øster Egede Sogn 
ist eine Kirchspielsgemeinde (dän.: Sogn)
auf der Insel Sjælland im südlichen Dänemark.
Bis 1970 gehörte sie zur Harde Fakse Herred im damaligen Præstø Amt, danach zur Rønnede Kommune im Storstrøms Amt, die im Zuge der  Kommunalreform zum 1. Januar 2007 in der Faxe Kommune in der Region Sjælland aufgegangen ist.
Im Kirchspiel leben 138 Einwohner (Stand: 1. Januar 2023).
Im Kirchspiel liegt die Kirche „Øster Egede Kirke“.
Nachbargemeinden sind im Norden Sønder Dalby Sogn, im Südosten Faxe Sogn und im Südwesten Kongsted Sogn. An die kleine nördlich gelegene Exklave des Sogn grenzt im Norden die Exklave des Hårlev Sogn, im Osten und Süden Karise Sogn und im Westen ebenfalls  Sønder Dalby Sogn.